# Coccycua minuta
Il cuculo scoiattolo nano o cuculo piccolo (Coccycua minuta (Veillot, 1817)) è un uccello della famiglia Cuculidae.

## Distribuzione e habitat
Questo uccello vive tra Panama a nord e la Bolivia e il Brasile a sud; è presente anche su Trinidad e Tobago.

## Sistematica
Coccycua minuta, che talvolta viene inserita nel genere Piaya, ha due sottospecie:
- Coccycua minuta minuta
- Coccycua minuta gracilis